# Jugendarrestanstalt Arnstadt
Die Jugendarrestanstalt Arnstadt (JAA Arnstadt) ist eine Justizvollzugsanstalt für den Jugendarrest von weiblichen und männlichen Jugendlichen und Heranwachsenden in Thüringen. Sie liegt am nordöstlichen Stadtrand von Arnstadt im Ortsteil Rudisleben außerhalb der geschlossenen Bebauung. In direkter Nachbarschaft befindet sich die Justizvollzugsanstalt Arnstadt.

## Zuständigkeit
Gemäß der Thüringer Verordnung über den Vollstreckungsplan ist die Jugendarrestanstalt Arnstadt für die Vollstreckung von Freizeit-, Kurz- und Dauerarresten an männlichen und weiblichen Jugendlichen und Heranwachsenden im Alter von 14 bis 21 Jahren, in Ausnahmefällen auch bis zu 24 Jahren, in Thüringen zuständig. Die Arreste sind Erziehungsmaßnahmen zur Sanktionierung von Jugendlichen und werden eingesetzt, wenn eine ambulante Maßnahme nicht mehr ausreichend ist, von einer Jugendstrafe aber noch abgesehen werden kann. Die gesetzlich vorgesehene Verweildauer liegt zwischen zwei Tagen und vier Wochen.

## Betrieb der Anstalt
Für die Vollstreckung der Arreste stehen 39 Plätze zur Verfügung, es sind 14 hauptamtliche Mitarbeiter beschäftigt. Zudem werden regelmäßig Suchtberater als externe Fachkräfte eingesetzt. Weiterhin unterstützen ehrenamtliche Vollzugshelfer des Fördervereins für den Thüringer Jugendarrest e. V. die Anstalt.
Die Leitung der Anstalt liegt bei Jörg Pippert, dem Direktor des Amtsgerichts Arnstadt.

## Geschichte
Am 1. Mai 1999 wurde in Weimar die erste Thüringer Jugendarrestanstalt eröffnet, sie war zunächst nur für männliche Jugendliche und Heranwachsende zuständig. Ab dem 1. Oktober 2011 wurde die Zuständigkeit auf weibliche Jugendliche und Heranwachsende erweitert.
2014 eröffnete im Arnstädter Ortsteil Rudisleben nach 5-jähriger Bauzeit die neu gebaute Jugendstrafanstalt mit vorgelagerter Jugendarrestanstalt, die Inbetriebnahme der Jugendarrestanstalt erfolgte am 1. September.